# Humularia katangensis
Humularia katangensis är en ärtväxtart som först beskrevs av De Wild., och fick sitt nu gällande namn av Paul Auguste Duvigneaud. Humularia katangensis ingår i släktet Humularia och familjen ärtväxter. Inga underarter finns listade i Catalogue of Life.